# A Brighter Day
Pour l’article homonyme, voir Brighter Day.
A Brighter Day est un album du guitariste de jazz Ronny Jordan, sorti en 2000 sur le label Blue note.
L'album aborde des styles très diversifiés, allant d'ambiances brésiliennes, latines, ou même de musique indienne.
Il a été nommé aux Grammy Awards dans la catégorie meilleur album de jazz contemporain.

## Liste des morceaux
1. A Brighter Day 	5:42
2. Aftermath 	6:12
3. Mackin	7:02
4. Why 	4:42
5. Mystic Voyage (avec Roy Ayers)	4:14
6. Breauxlude 	0:52
7. London Lowdown	5:13
8. Two Worlds 	5:49
9. Mambo Inn 	5:00
10. Rio 	5:41
11. New Delhi 	4:53
12. Seeing Is Believing 	4:54
13. 5/8 In Flow 	6:22
14. A Brighter Day (Remix)	6:18

## Musiciens
- Steve Wilson - flûte
- Onaje Allan Gumbs
- Jill Jones
- Ronny Jordan - guitares, synthétiseurs, basse, programmation
- Brian Mitchell - Orgue Hammond B-3
- Clarence Penn
- Bruce Flowers - piano, Fender Rhodes piano, synthétiseurs
- Cafe - percussion
- Neil Clarke - percussion
- Philip Hamilton